# Eudmoe aparta
Eudmoe aparta är en fjärilsart som beskrevs av Max Wilhelm Karl Draudt 1932. Eudmoe aparta ingår i släktet Eudmoe och familjen tandspinnare. Inga underarter finns listade i Catalogue of Life.